# Lupercio Leonardo de Argensola
Lupercio Leonardo de Argensola (Barbastro, 14 dicembre 1559 – Napoli, 28 febbraio 1613) è stato un poeta, drammaturgo e storico spagnolo.

## Biografia

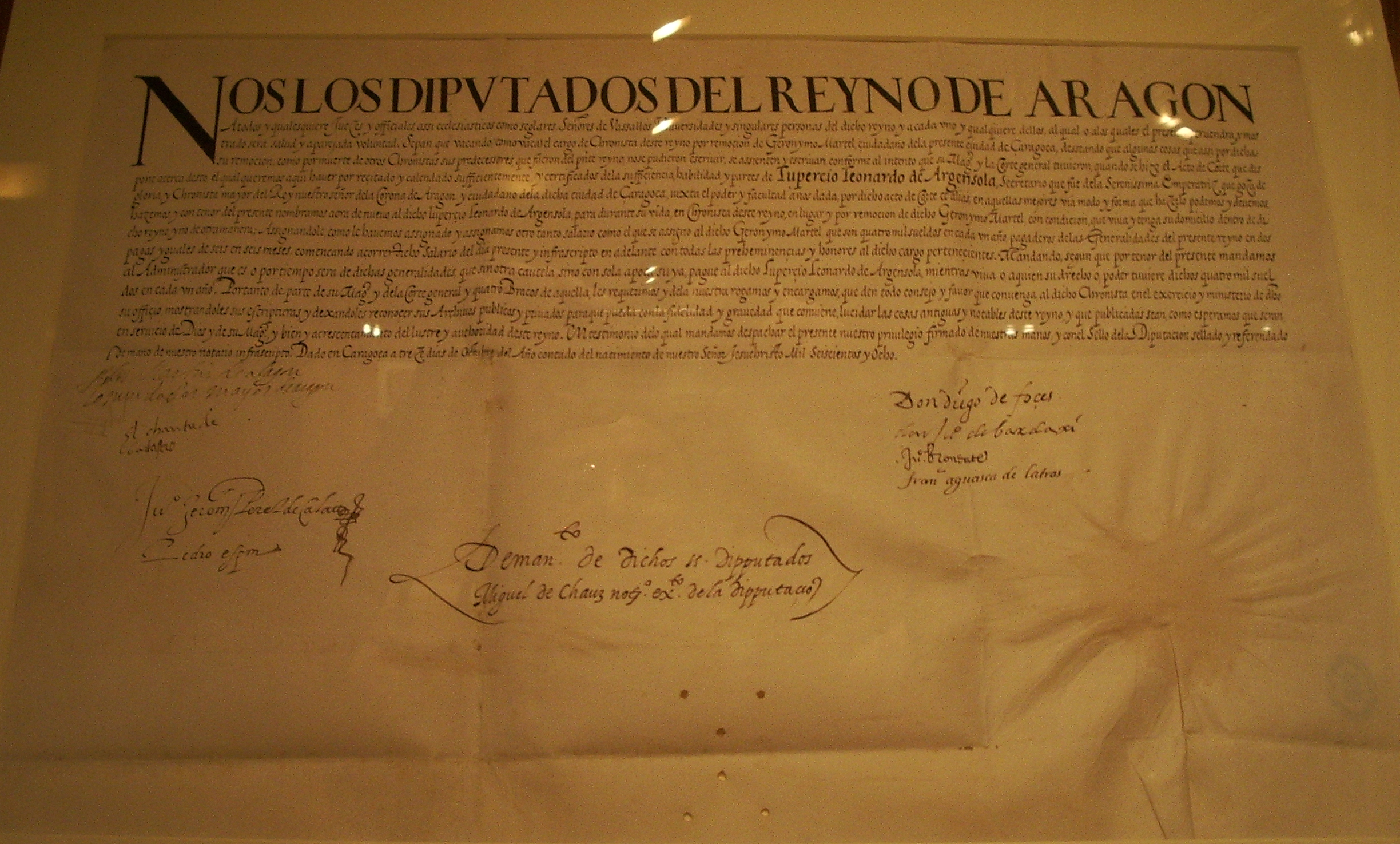
I deputati della Generalidad del Reino de Aragón pubblicano la nomina di Lupercio Leonardo de Argensola come cronista del re d'Aragona, con una dotazione di quattromila sueldos annuali a carico dell'imposta generale, 13 ottobre 1608

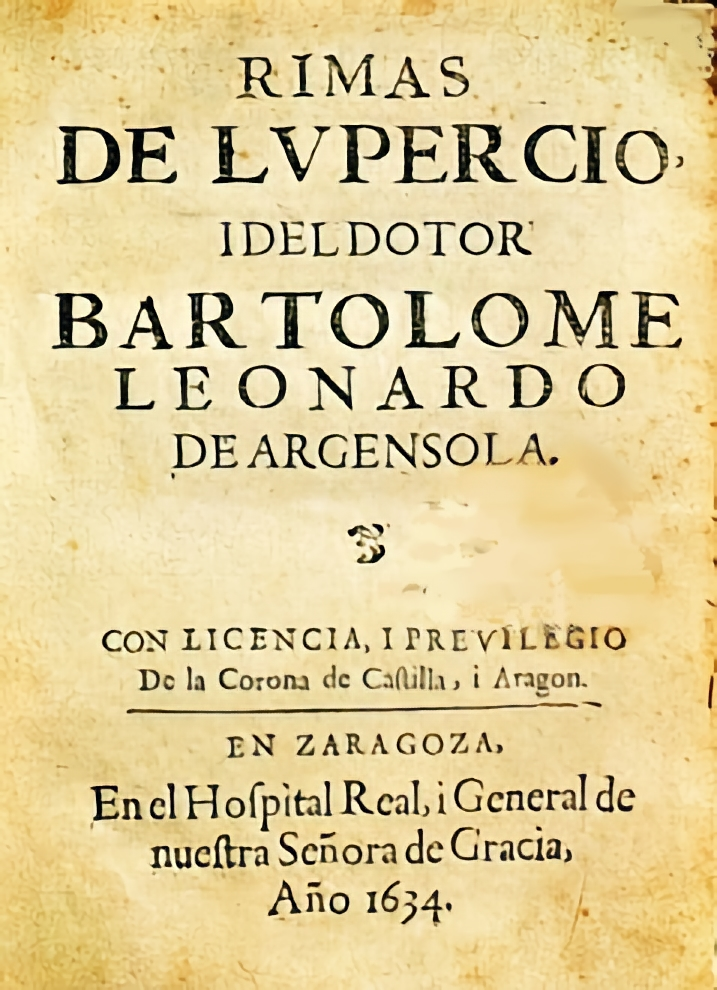
Copertina delle Rimas di Leonardo de Argensola, Saragozza, 1634

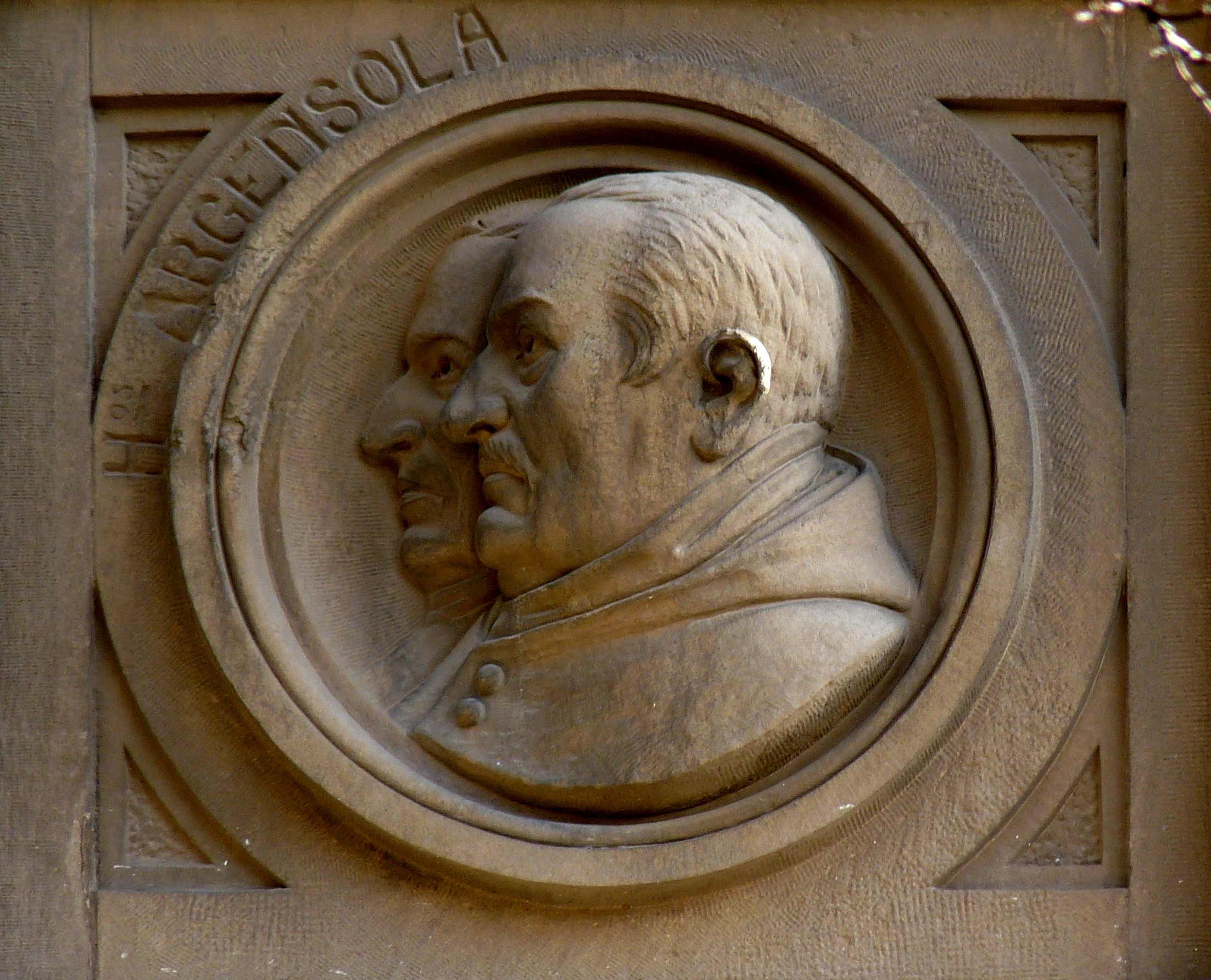
I fratelli Leonardo de Argensola a Saragozza

### Nascita, famiglia e studi
Di nobile origine, figlio di Juan Leonardo e Aldonza de Argensola, studiò assieme al fratello, il poeta Bartolomé, lettere e filosofia nella Università di Huesca (1574), retorica e storia in quella di Saragozza (1580); in questo periodo tradusse Orazio e Marziale.
Nel 1587 Leonardo de Argensola si sposò con Mariana Barbara Albion e l'anno seguente ebbe il figlio Gabriel Leonardo de Albion che, da adulto, accompagnerà il padre in numerose funzioni pubbliche e pubblicò nel 1634 a Saragozza l'edizione postuma della poesia di suo padre e suo zio.

### A Madrid e a Napoli
Successivamente Leonardo de Argensola si trasferì a Madrid, dove lavorò al servizio del cardinale Alberto d'Austria, arcivescovo di Toledo, e di Maria d'Austria.
Dopo aver ricevuto, nel 1599, l'incarico di cronista di corte d'Aragona, Leonardo de Argensola si impegnò per proseguire la storia di Carlo V d'Asburgo già iniziata da Jerónimo Zurita y Castro; però ottenne dal viceré di Napoli, il duca di Lemos, la carica di soprintendente della segreteria di stato del suo vicereame e quindi nel giugno del 1610 si trasferì a Napoli con tutta la famiglia, dove soggiornò per tutto il resto della vita.
A Napoli diventò membro della Accademia degli Oziosi (1611), che radunava nel chiostro di Santa Maria a Caponapoli, le sedute dei maggiori intellettuali napoletani e spagnoli della prima metà del Seicento, fra i quali Francisco de Quevedo, durante le quali Leonardo de Argensola entrò in contatto con Giambattista Basile, con Giulio Cesare Capaccio e altri.

### La poesia
Impegnato a tempo pieno dall'attività politica, Leonardo de Argensola dedicò il tempo libero alla poesia, e le poesie sopravvissute alla sua distruzione, causata dalla non contentezza dell'autore per il risultato raggiunto, quali Rimas (Saragozza, 1634),  dimostrarono che lo scrittore era fra i più importanti poeti castigliani dell'inizio del Seicento, vicino ed affine al fratello per l'ispirazione ai poeti latini e per il carattere moralizzante, anche se Luperciò fu più elegante e Bartolomé più profondo. Gabriel Leonardo incluse novantaquattro poesie tra i sonetti, le terzine, le canzoni, l'epistole e le satire di suo padre, Lupercio, nella prima edizione postuma pubblicata a Saragozza nel 1634, suddivise in cinque gruppi tematici e sottogeneri: amore, satira, poesie religiose-morali e traduzioni di Orazio. Mostrò anche una grande padronanza della poesia satirica, avendo tra i suoi modelli Persio, Giovenale e soprattutto Marziale. Usò il linguaggio colloquiale e il detto popolare nella sua giusta misura, scrivendo satire contro i vizi, non contro le persone. 

### IL teatro, le opere storiche
Leonardo de Argensola scrisse, ai suoi esordi letterari, tre opere teatrali, tragedie cristiane, di carattere moraleggiante, i cui modelli sono gli antichi greci, divise in quattro atti, ma mancanti di coro e rispetto per le unità neo-aristoteliche di tempo, luogo e azione: Filis, che è andata perduta; La tragedia de la Isabela (1585), rappresentata a Saragozza tra il 1579 e il 1581 con successo di pubblico, ambientata nel XI secolo, incentrata sulla storia e sul martirio di una giovane cristiana minacciata dal re moro Albaocen, che risultò una denuncia del fondamentalismo e della persecuzione religiosa; La Alejandra (1581 circa), basata sulla vita di una graziosa donna di facili costumi, sposa di Arcoleo, capitano di Tolomeo, re d'Egitto, nella quale l'autore criticò la vita di corte. 
Queste tragedie si caratterizzarono per la trama un po' oscura e ricca di eventi tragici, per l'influenza di Seneca oltre che dei greci, per aver anticipato la rinascita del teatro spagnolo.
I suoi lavori storici rimasero per la maggior parte inediti, tra i quali una Storia aragonese dai tempi della fondazione di Saragozza da parte dell'imperatore Augusto (Historia de Aragón desde la fundación de Zaragoza) e una Historia de Carlos V, non completate, una traduzione degli Annales di Tacito.
Nel marzo 1613 Leonardo de Argensola morì improvvisamente a Napoli dopo aver ricevuto la confessione e gli ultimi sacramenti.

## Opere principali
- Anales de Cornelio Tácito, traduzione in spagnolo;
- Anales de Aragón, egli ha proposto di scrivere la storia di Aragona dalla fondazione di Saragozza, ai tempi dell'imperatore Augusto, per proseguire gli Anales di Zurita. Lasciò questo lavoro in una fase molto avanzata, e una parte del suo lavoro andò perduto, Saragozza, 1604, pubblicato a Madrid, Imprenta Real, 1808;
- Aparato para la historia del Emperador Cárlos V.;
- Advertencias a la carta que el rey don Fernando el Católico escribió al Conde de Ribagorza, Virrey de Nápoles, contra unos Comisarios Apostólicos, en defensa de la Real Jurisdicción.;
- Rimas de Lupercio y del Doctor Bartolomé Leonardo de Argensola., Saragozza, 1634, pubblicato a Madrid, Imprenta Real, 1786;
- Declaración sumaria de la Historia de Aragón para inteligencia de su mapa., 1621;
- Cartas al P. Juan de Mariana.;
- Cartas latinas a Justo Lipsio.;
- Defensa y elogio del secretario Gerónimo Zurita.;
- Escolios e ilustración a los Anales del Secretario Gerónimo Zurita.;
- Representación al Señor Rey don Felipe II, sobre los daños que había en hacer comedias.;
- Discursos pronunciados en la Academia de Zaragoza en el 1 y 2 de sus funciones.;
- Aforismos políticos.;
- Fábula de Apolo y Dafne., dedicata alla Accademia di Saragozza;
- Prosecución de los Anales del Reino de Aragón..

### Edizioni moderne
- Obras, ed. José Manuel Blecua, Madrid, Espasa-Calpe, 1972;
- Rimas, ed. Fernando Aristín Ruiz, Dueñas (Palencia), Simancas, 2003.